# Мезан-Фриу (Гимарайнш)
Мезан-Фриу (порт. Mesão Frio) — район (фрегезия) в Португалии, входит в округ Брага. Является составной частью муниципалитета Гимарайнш. Находится в составе крупной городской агломерации Большое Минью. По старому административному делению входил в провинцию Минью. Входит в экономико-статистический субрегион Аве, который входит в Северный регион. Население составляет 4003 человека на 2001 год. Занимает площадь 4,62 км².
Покровителем района считается Святой Роман (порт. São Romão).